# Gruel

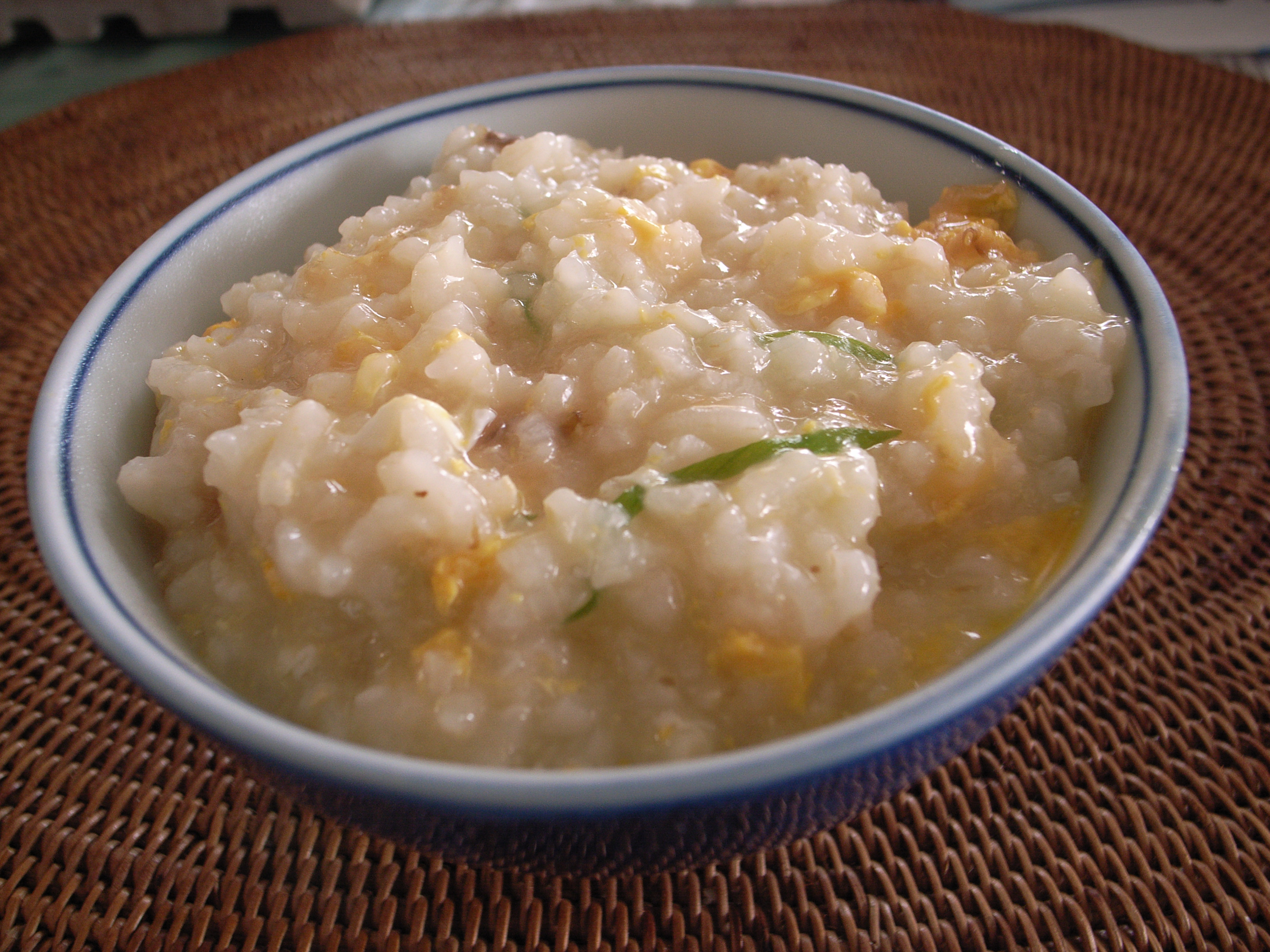
Gruel de arroz, llamado congee en el este y sureste de Asia.

El gruel es una receta consistente en algún tipo de cereal (harina de avena, trigo o centeno, o también arroz) cocido en agua o leche. Es una versión más clara de las gachas, que a menudo se bebe más que se come e incluso puede no necesitar cocción. Históricamente el gruel, hecho a menudo de mijo o cebada, o en épocas de hambruna con harina de castaña e incluso de las bellotas menos tánicas, ha sido un alimento básico de la dieta humana, especialmente entre los campesinos. El gruel era especialmente importante como alimento para los inválidos y recientemente para los destetes.
El consumo de gruel ha estado tradicionalmente asociado a la pobreza. De hecho, la palabra es una expresión coloquial para cualquier comida acuosa o líquida de naturaleza desconocida, como por ejemplo la sopa de guisantes.

## Historia
El gruel era un alimento básico de los antiguos griegos, que consideraban la carne asada un festín extraordinario y para los que en la práctica incluso el pan era un alimento de lujo consumido solo en las ciudades. Los plebeyos romanos «comían solo el gruel básico de la época clásica, complementado con aceite, la más humilde verdura y pescado salado», ya que el gruel podía prepararse sin necesidad de acceder al horno comunitario en el que se cocía pan. En la Edad Media los campesinos podían evitar el diezmo cobrado, normalmente en especia, por el grano molido en el molino del terrateniente asando el cereal, para hacerlo digerible, y machacando pequeñas cantidades en un mortero casero y, en lugar de cocer la pasta resultante en el hogar, remojándola en un caldero con agua o, si podían permitírselo, leche.
El gruel de maíz fue en tiempos una de las principales fuentes de alimento para muchos pueblos mesoamericanos, como los mayas y los aztecas. El atole era una receta de maíz molido que a menudo se condimentaba con pimiento chile y sal. Podía consumirse o beberse como una importante fuente de calorías y para calmar la sed.